# 克劳修斯-莫索提方程式
克劳修斯-莫索提方程式（Clausius-Mossotti equation）表達了線性介電質的極化性和相對電容率之間的關係，是因義大利物理學者莫索提（Ottaviano-Fabrizio Mossotti）和德國物理學者魯道夫·克勞修斯而命名。這方程式也可以更改為表達極化性和折射率之間的關係，此時稱為洛倫茲-洛倫茨方程式（Lorentz-Lorenz equation）。
極化性是一種微觀屬性，而相對電容率則是在介電質內部的一種巨觀屬性，所以，這方程式式連結了介電質關於電極化的微觀屬性與巨觀屬性。

## 導引
一個分子的極化性{\displaystyle \alpha }定義為
{\displaystyle \mathbf {p} \ {\stackrel {def}{=}}\ \alpha \mathbf {E} }；
其中，{\displaystyle \mathbf {p} }是分子的感應電偶極矩，{\displaystyle \mathbf {E} }是作用於分子的電場。
介電質的電極化強度定義為總電偶極矩每單位面積：
{\displaystyle \mathbf {P} (\mathbf {r} )\ {\stackrel {def}{=}}\ \sum _{j}N_{j}(\mathbf {r} )\mathbf {p} _{j}(\mathbf {r} )}；
其中，{\displaystyle \mathbf {P} }是電極化強度，{\displaystyle \mathbf {r} }是檢驗位置，{\displaystyle N_{j}}、{\displaystyle \mathbf {p} _{j}}分別是分子{\displaystyle j}  的數量每單位面積與電偶極矩。
總合介電質內每一種分子的貢獻，就可以計算出介電質的電極化強度。將極化性的定義式代入，可以得到
{\displaystyle \mathbf {P} (\mathbf {r} )=\sum _{j}N_{j}(\mathbf {r} )\alpha _{j}\mathbf {E} (\mathbf {r} )}。
當計算這方程式時，必需先知道在分子位置的電場，稱為「局域電場」{\displaystyle \mathbf {E} _{local}}。介電質內部的微觀電場，從一個位置到另外位置，其變化可能會相當劇烈，在電子或質子附近，電場很大，距離稍微遠一點，電場呈平方反比減弱。所以，很難計算這麼複雜的電場的物理行為。幸運地是，對於大多數計算，並不需要這麼詳細的描述。所以，只要選擇一個足夠大的區域（例如，體積為{\displaystyle V'}、內中含有上千個分子的圓球體{\displaystyle \mathbb {V} '}）來計算微觀電場{\displaystyle \mathbf {E} _{micro}}的平均值，稱為「巨觀電場」{\displaystyle \mathbf {E} _{macro}}，就可以足夠準確地計算出巨觀物理行為：
{\displaystyle \mathbf {E} _{macro}={\frac {1}{V'}}\int _{\mathbb {V} '}\mathbf {E} _{micro}\ \mathrm {d} ^{3}r'}。
對於稀薄介電質，分子與分子之間的距離相隔很遠，鄰近分子的貢獻很小，局域電場可以近似為巨觀電場　{\displaystyle \mathbf {E} _{macro}}：
{\displaystyle \mathbf {E} _{local}\approx \mathbf {E} _{macro}}。
但對於緻密介電質，分子與分子之間的距離相隔很近，鄰近分子的貢獻很大，必需將鄰近分子的貢獻{\displaystyle \mathbf {E} _{1}}納入考量：
{\displaystyle \mathbf {E} _{local}=\mathbf {E} _{macro}+\mathbf {E} _{1}}。
因為巨觀電場已經包括了電極化所產生的電場（稱為「去極化場」）{\displaystyle \mathbf {E} _{p}}，為了不重覆計算，在計算{\displaystyle \mathbf {E} _{1}}時，必需將鄰近分子的真實貢獻{\displaystyle \mathbf {E} _{near}}減掉去極化場：
{\displaystyle \mathbf {E} _{1}=\mathbf {E} _{near}-\mathbf {E} _{p}}。
舉一個簡單案例，根據洛倫茲關係（Lorentz Relation），對於立方晶系結構的晶體或各向同性的介電質，由於高度的對稱性，
{\displaystyle \mathbf {E} _{near}=0}。
現在思考以分子位置{\displaystyle \mathbf {r} }為圓心、體積為{\displaystyle V'}的圓球體{\displaystyle \mathbb {V} '}，感受到外電場的作用，{\displaystyle \mathbb {V} '}內部的束縛電荷會被電極化，從而產生電極化強度{\displaystyle \mathbf {P} }。假設在{\displaystyle \mathbb {V} '}內部的電極化強度{\displaystyle \mathbf {P} }相當均勻，則電極化強度{\displaystyle \mathbf {P} }與{\displaystyle \mathbb {V} '}的電偶極矩之間的關係為
{\displaystyle \mathbf {p} =\mathbf {P} V'}。
這線性均勻介電質圓球體內部的電場為
{\displaystyle \mathbf {E} _{p}=-{\frac {\mathbf {P} }{3\epsilon _{0}}}}。
綜合前面得到的結果：
{\displaystyle \mathbf {P} =\sum _{j}N_{j}\alpha _{j}(\mathbf {E} _{macro}-\mathbf {E} _{p})=\sum _{j}N_{j}\alpha _{j}(\mathbf {E} _{macro}+{\frac {\mathbf {P} }{3\epsilon _{0}}})}。
對於各向同性、線性、均勻的介電質，電極化率{\displaystyle \chi _{e}}定義為
{\displaystyle \mathbf {P} \ {\stackrel {def}{=}}\ \epsilon _{0}\chi _{e}\mathbf {E} _{macro}}。
電極化率與極化性的關係為
{\displaystyle {\frac {\chi _{e}}{\chi _{e}+3}}={\frac {1}{3\epsilon _{0}}}\sum _{j}N_{j}\alpha _{j}}。
由於相對電容率{\displaystyle \epsilon _{r}}與電極化率的關係為
{\displaystyle \epsilon _{r}=1+\chi _{e}}。
所以，電容率與極化性的關係為
{\displaystyle {\frac {\epsilon _{r}-1}{\epsilon _{r}+2}}={\frac {1}{3\epsilon _{0}}}\sum _{j}N_{j}\alpha _{j}}。
這方程式就是克劳修斯-莫索提方程式。
電介質的折射率{\displaystyle n}為
{\displaystyle n={\sqrt {\epsilon _{r}\mu _{r}}}\approx {\sqrt {\epsilon _{r}}}}；
其中，{\displaystyle \mu _{r}}是相對磁導率。
對於大多數介電質，{\displaystyle \mu _{r}=1}，所以，折射率近似為{\displaystyle n\approx {\sqrt {\epsilon _{r}}}}  。將折射率帶入克劳修斯-莫索提方程式，就可以給出洛倫茲-洛倫茨方程式：
{\displaystyle {\frac {n^{2}-1}{n^{2}+2}}={\frac {1}{3\epsilon _{0}}}\sum _{j}N_{j}\alpha _{j}}。